# کمربند سیاه

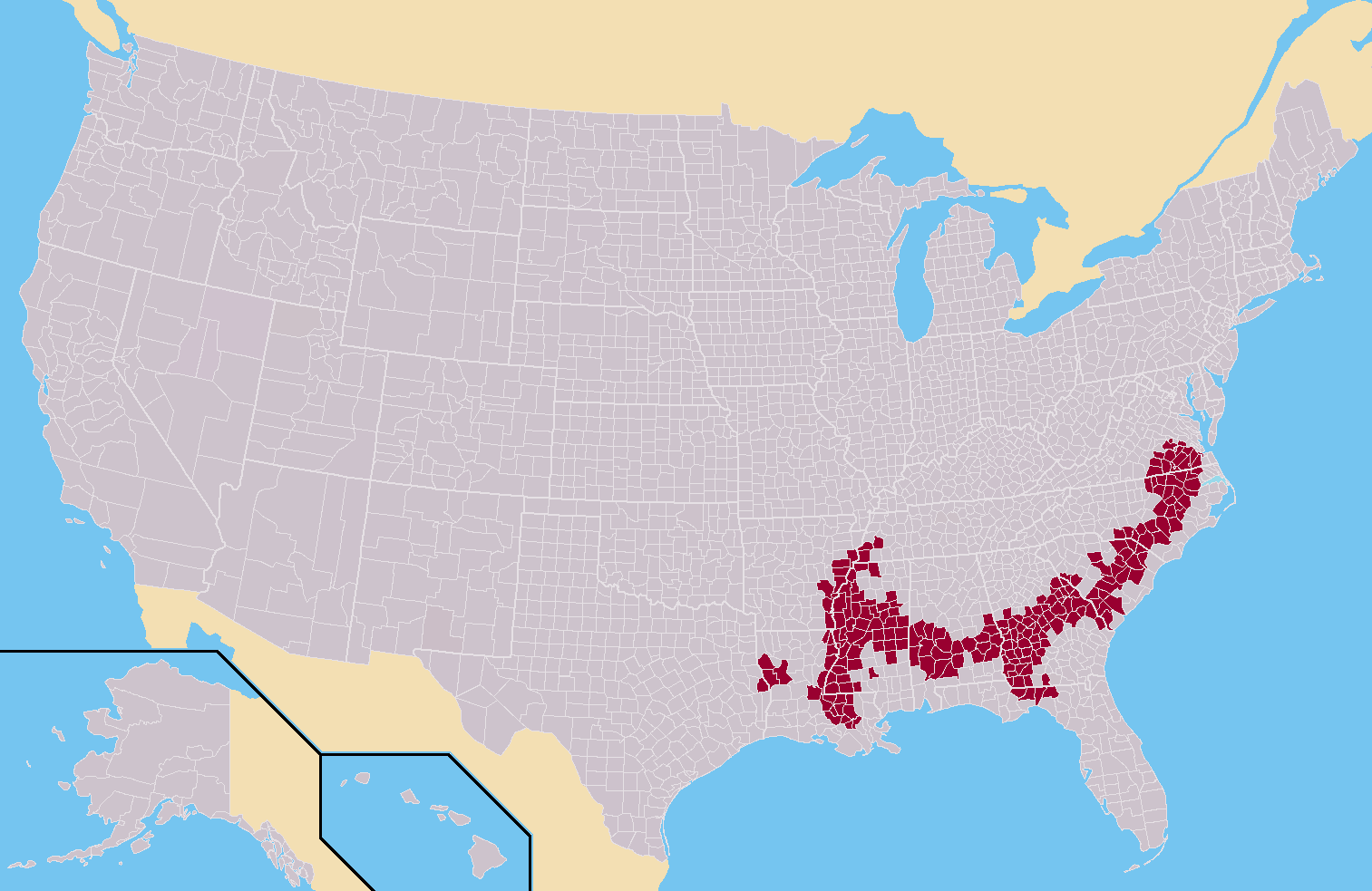
موقعیت کمربند (به معنای جامعه شناسانه) در ایالات متحده آمریکا.

نقشه تباری جمعیت سرشماری سال ۲۰۰۰, و تبار سیاهپوست به رنگ بنفش.

کمربند سیاه منطقه‌ای در جنوب ایالات متحده آمریکا است. این لفظ در ابتدا در توصیف چمن زارها و خاک‌های تیره حاصلخیز آلاباما و شمال شرق میسیسیپی به کار می‌رفت. از آنجا که این منطقه برای مزارع پنبه استفاده‌کننده از نیروی کار برده/سیاهپوست توسعه یافته بود، این لفظ با این شرایط مرتبط شد. این لفظ عموماً به منطقهٔ بزرگتر زراعتی ای در جنوب آمریکا گفته می‌شود که کشت پنبه در آن انجام می‌شده و درصد زیادی از کارگران سیاه‌پوست را خارج از مناطق شهری در خود جای داده بوده‌است. آنان پیش از جنگ داخلی به بردگی گرفته شده بودند و بسیاریشان دهه‌ها بعدتر همچنان در بخش کشاورزی کار می‌کردند.